# Качуевская, Наталья Александровна
Ната́лья Алекса́ндровна Качуе́вская (урождённая Спирова; 22 февраля 1922, Москва — 20 ноября 1942, южнее поселка Хулхута, Черноземельский улус, Калмыцкая АССР) — участница Великой Отечественной войны, санинструктор 105-го гвардейского стрелкового полка (34-я гвардейская стрелковая дивизия, 28-я армия, Сталинградский фронт), гвардии красноармеец (1942). Герой Российской Федерации (12.05.1997, посмертно).

## Биография
Наталья Спирова родилась в 1922 году в Москве, в семье Александры Леонидовны Спировой (1901—1998) и Александра Израилевича Лебединского, в которой воспитывались четверо детей. Мать, уроженка Ростова-на-Дону, за свою долгую артистическую жизнь сыграла практически все ведущие роли героинь классических оперетт, автор документальной повести о дочери «Наташа» (1970) и посмертно изданной книги воспоминаний «Принцесса Брамбилла и поэт» (2013). Тётей Натальи по материнской линии была Августа Миклашевская, актриса Камерного театра, которой посвятил свой цикл «Исповедь хулигана» поэт Сергей Есенин. Вторая тётя также была актрисой.
Училась в средней школе № 85 имени Фридриха Энгельса. Десятилетку окончила с отличием и поступила на актёрский факультет ГИТИСа (курс народного артиста СССР М. М. Тарханова).
Она была студенткой второго курса, когда началась Великая Отечественная война. В декабре 1941 года она возглавила одну из концертных бригад, созданную из числа студентов ГИТИСа и постоянно выезжавшую на фронт. В госпитале познакомилась с лечившимся после ранения Павлом Качуевским, командиром партизанского отряда, действовавшего в оккупированной Белоруссии. Весной 1942 года, перед отправкой его в тыл врага, они поженились. Наташа Спирова взяла фамилию мужа.
Командир партизанского отряда имени Дзержинского («Вторые») Павел Качуевский погиб 4 июля 1942 года при нападении партизан на немецкую автоколонну (похоронен у деревни Кляпин Кормянского района Гомельской области Белоруссии).
После отправки Павла в немецкий тыл Наталья добилась зачисления добровольцем в Красную Армию. В начале лета 1942 года она окончила курсы санинструкторов. Была зачислена санинструктором в 16-ю воздушно-десантную бригаду 7-го воздушно-десантного корпуса, формировавшегося в Московском военном округе. В августе 1942 года бригада была переформирована в 105-й гвардейский стрелковый полк, а корпус в 34-ю гвардейскую стрелковую дивизию, а в сентябре прибыла на Юго-Восточный фронт (вскоре преобразован в Сталинградский фронт). Участвовала в оборонительном этапе Сталинградской битвы, где её дивизия сдерживала немецкое наступление южнее Сталинграда, в Калмыкии.

## Подвиг
19 ноября 1942 года советские войска перешли в контрнаступление в районе Сталинграда, а на следующий день, 20 ноября 1942 года в ходе контрнаступления 28-й армии южнее посёлка Хулхута, уже в тылу наступавших советских войск, на блиндаж, в котором находились раненые красноармейцы, вышла выходящая из окружения группа немецких солдат. Взяв оружие у раненых, Наталья Качуевская вступила в неравный бой с гитлеровскими автоматчиками, увлекая их за собой в степь от блиндажа с ранеными. Своим подвигом Наталья Качуевская спасла жизнь двадцати раненым бойцам. В бою она убила нескольких немецких солдат, а когда враги окружили её, последней гранатой подорвала себя вместе с подступившими фашистами.
Была похоронена на месте гибели, недалеко от села Хулхута в калмыцких степях. Позднее останки Натальи Александровны были перенесены в братскую могилу посёлка Яшкуль, где захоронено 593 воина, которые погибли во время Великой Отечественной войны.

## Награды и звания
Звание Героя Российской Федерации Качуевской Наталье Александровне присвоено посмертно Указом Президента Российской Федерации от 12 мая 1997 года № 472 за «мужество и героизм, проявленные в борьбе с немецко-фашистскими захватчиками в Великой Отечественной войне 1941—1945 годов».
Награждена медалью «За отвагу» (19.02.1996, посмертно).

## Память
- Именем Наташи Качуевской в 1960 году была названа улица в Москве (б. Скарятинский переулок), на которой она жила до ухода на фронт. В 1994 году улице возвращено прежнее название, а именем Наташи Качуевской в 2005 году названа небольшая безымянная улица в Косино-Ухтомском районе (Восточный административный округ) Москвы.
- На месте её гибели в селе Хулхута установлен памятник[6].
- 1 сентября 1978 года в честь Натальи Качуевской малой планете, открытой 4 сентября 1972 года Л. В. Журавлёвой в Научном, присвоено наименование 2015 Kachuevskaya[7][8].
- Её имя присвоено улицам в Москве, Волгограде, Астрахани, посёлке Яшкуль и селе Хулхута в Калмыкии.
- Так же в Астрахани есть сквер, названный её именем.
- Памятник Наташе Качуевской стоит во дворе московской школы № 1239 (бывшая 20-я). В 70-90 годы в школе действовал музей Н. Качуевской. Пионерская дружина носила имя Натальи Качуевской. Пионеры приносили клятву её именем, а мать Натальи иногда приходила в школу на мероприятия.
- В Измайловском парке столицы ей установлен памятник.
- В райцентре Калмыкии Яшкуле её имя высечено на мраморной мемориальной плите братской могилы павших воинов 28-й армии. В 1961 году в эту могилу были перенесены её останки[9].Г.
- В городе-герое Волгограде в Пантеоне памяти и скорби на Мамаевом кургане на Доске Героев также начертано имя Героя России Н. А. Качуевской.
- В Детском оздоровительном лагере «Поречье» Звенигорода — линейка памяти с памятником Наталье Качуевской, она работала вожатой до войны.
- О последних минутах жизни санинструктора Натальи Качуевской рассказывают картины И. А. Пензова «Подвиг комсомолки Наташи Качуевской» (1971) и И. М. Балдиной, одноклассницы Натальи Качуевской, «Героиня Сталинградской битвы Наташа Качуевская» (1984).
- О Наталье Качуевской в 1985 году снят документальный фильм «Планета „Наташа“ Архивная копия от 28 июня 2020 на Wayback Machine».
- 22 февраля 2022 года на фасаде Регионального отделения ДОСААФ России Астраханской области была открыта мемориальная доска Качуевской Наталье Александровне[10].
- На улице Наташи Качуевской в Астрахани 20 ноября 2024 года была открыта мемориальная доска на стене у ворот Областной спортивной школы[11].